# Gomacari
Gomacari (Gomacharius) fou un comte visigot d'Agde de la primera meitat del segle vi, que era arrià, i fou famós pel seu enfrontament amb el bisbe Lleó d'Agde.
Gomacari va usurpar unes terres de l'església d'Agde i el bisbe Lleó s'hi va enfrontar, el va anar a trobar i li va dir: "Fill meu vigila de no arrabassar el patrimoni dels pobres i que les llàgrimes dels desgraciats als que prens els béns no us portin la maledicció de Déu, o potser la mort".
Gomacari no en va fer cas fins que un dia fou atacat per una malaltia que li causava alta febre; va anar empitjorant i finalment va reconèixer la seva falta i va demanar a Lleó que demanés a Déu el seu restabliment amb la promesa de retornar el que retenia injustament. El bisbe va pregar i el comte es va curar.
Gomacari una vegada restablert es va reunir amb el seu consell format per visigots, i es va preocupar de la reacció de la població galo-romana: aquestos veurien la seva malaltia com un just càstig per la retenció de terres usurpades; i es va decidir que no serien retornades per quan el comte es declarava convençut que la malaltia li havia agafat per causes naturals. Lleó en fou informat i el va anar a trobar i li va tirar en cara la vulneració de la seva promesa i el va prevenir d'un nou càstig de Déu si no restituïa les terres usurpades. Gomacari li va contestar: "Calla vell absurd, o et faré lligar damunt d'un ase i et passejaré per tota la ciutat exposat a la riota pública".
Lleó prudentment es va retirar a l'església de Sant Andreu o es conservaven les reliquies d'aquest sant apòstol, i va començar a pregar, passant tota la nit amb pregàries i queixes; al matí va trencar les llums de cera de l'església i va invocar a que la llum no tornés a brillar a l'església fins que Déu prengués venjança dels seus enemics i obligués a l'usurpador a retornar els béns usurpats; just pronunciar la seva invocació que Gomacari va recaure de la seva malaltia i altre cop va estar greument malalt; altre cop va demanar al bisbe intercedir davant Déu per la seva curació i va prometre retornar les terres usurpades i afegir altres terres. Lleó li va dir llavors que ja havia pregat una vegada i que el desig li havia estat concedit; Gomacari va insistir de pregar una segona vegada però Lleó va restar sord a la petició.
Gomacari veia que es moria i es va fer posar sobre un carruatge i fou conduït davant de Lleó al que va suplicar una vegada més d'intercedir per la seva salut, dient que tornava el doble del que havia usurpat; Lleó va refusar una vegada més i el comte el va forçar a portar-lo a l'església i en arribar a la porta va morir. El bisbat va recuperar els béns usurpats.